# 掌苑署
掌苑署為朝鮮王朝時的正六品衙門，職責為掌苑囿、花果。
當年文定王后與中宗成親時，文定王后的父親尹之任便是掌苑署的別提。

## 官職表
| 官位   | 官銜      | 人數      |
| 從一品 | 提調      | 一員      |
| 正六品 | 掌苑 別提 | 一員      |
| 從六品 | 慎花 別提 | 一員 二員 |
| 從七品 | 慎果      | 一員      |
| 正八品 | 慎禽      | 一員      |
| 從八品 | 副慎禽    | 一員      |
| 正九品 | 慎獸      | 三員      |
| 從九品 | 副慎獸    | 三員      |